# Matka Królów (tiểu thuyết)
Matka Królów là một tiểu thuyết do Kazimierz Brandys sáng tác vào năm 1957. Đây là một trong những cuốn tiểu thuyết nổi tiếng nhất trong Tháng Mười Ba Lan. Việc xuất bản cuốn tiểu thuyết này cũng là một bức tranh khiến tác giả Kazimierz Brandys, một con người trước đây trung thành với chế độ cộng sản, mà sau năm 1956 bắt đầu dần rời xa tư tưởng của chủ nghĩa Mác và đặt vấn đề đạo đức lên hàng đầu.
Cuốn tiểu thuyết mô tả số phận của người quét dọn Łucja Król, bốn con trai của bà và Wiktor Lewen (một người Cộng sản). Tất cả đều sống trong thời kỳ đầy biến động và mắc kẹt trong guồng quay của lịch sử. Lấy bối cảnh xã hội Ba Lan thời tiền chiến, Thế chiến II và thời hậu chiến, tiểu thuyết Matka Królów mô tả về những năm Ba Lan dưới chế độ Cộng sản, khi mà ngay cả những người trung thành với chế độ cũng có thể bị buộc tội và kết án oan sai.

## Nội dung
The Mother of Kings là một cuốn tiểu thuyết kể về bi kịch giữa những người có hệ tư tưởng cộng sản. Khi bị buộc tội phản quốc, họ phải chịu một thử thách kép về lòng trung thành - với Đảng và với lương tâm của chính họ. Cuốn tiểu thuyết không chỉ tố cáo chủ nghĩa Stalin, mà cũng là câu chuyện về niềm tin vào những giá trị cơ bản của con người. Điều đó được khắc họa rõ nét trong cách thể hiện thái độ của nhân vật Łucja.